# 内原祭
内原祭（うちはらまつり）は、和歌山県日高郡日高町萩原に鎮座する内原王子神社の秋季例大祭である。
祭礼の日は10月17日に近い休日である。
現在、4つの組が奉納行事に参加し、神賑行事として獅子舞・奴踊等を奉納している。
余興奉納で2カ所の氏組から「四つ太鼓」と呼ばれる太鼓台が登場し、1カ所からは奴太鼓と呼ばれる太鼓台が登場する。
双方とも、とてもみごとに太鼓を打ち鳴らしている。

## 同様の祭
- 10月2日　  :印南祭（印南町）
- 10月5日　  :御坊祭（御坊市）
- 10月第2日曜:富安祭（御坊市）
- 10月第2日曜:森祭（御坊市）
- 10月第2日曜:クエ祭（日高町）
- 10月第2日曜:志賀祭（日高町）
- 10月第2日曜:比井祭（日高町）
- 10月第2日曜:稲原祭（印南町）
- 10月第2日曜:笑い祭（日高川町）
- 10月第2日曜:紀道祭（日高川町）
- 10月第2日曜:衣奈祭（由良町）
- 10月14日　 :下阿田木祭（日高川町）
- 10月第3日曜:塩屋祭（御坊市）
- 10月第3日曜:産湯祭（日高町）
- 10月第3日曜:由良祭（由良町）
- 10月第3日曜:熊野祭（御坊市）
- 10月第3日曜:吉原祭（美浜町）
- 10月第3日曜:土生祭（日高川町）
- 10月第3日曜:切目祭（印南町）
- 10月第4日曜:吉田祭（御坊市）
- 10月第4日曜:和田祭（美浜町）
- 11月3日　　:宝神社祭（御坊市）